# Thereva praecox
Thereva praecox är en tvåvingeart som beskrevs av Egger 1859. Thereva praecox ingår i släktet Thereva och familjen stilettflugor. Inga underarter finns listade i Catalogue of Life.